# Dwight Freeney
(en) Statistiques sur pro-football-reference
Dwight Jason Freeney, né le 19 février 1980 à Hartford (Connecticut), est un joueur américain de football américain évoluant au poste de defensive end.

## Biographie
Étudiant à l'université de Syracuse, il a joué pour l'Orange de Syracuse.
Il est drafté à la 11e place (premier tour) en 2002 par les Colts d'Indianapolis. 
Il a remporté le Super Bowl XLI et a joué les Super Bowls XLIV et LI.